# Barbacarlo
Le barbacarlo est un vin rouge produit exclusivement dans les collines des environs de Broni, dans l'Oltrepò pavese, en Lombardie.

## Vin

### Cépages
Le vin est composé de 50 % de croatina, 30 % de cépages rares et de 20 % d'ughetta.